# Yasy Cañy
Yasy Cañy é uma cidade do Paraguai, Departamento Canindeyú.

## Transporte
O município de Yasy Cañy é servido pela seguinte rodovia:
- Ruta 10, que liga a cidade de Villa del Rosario (Departamento de San Pedro). ao município de Salto del Guairá (Departamento de Canindeyú).
- Caminho em pavimento ligando a cidade ao município de Santa Rosa del Mbutuy (Departamento de Caaguazú)
- Caminho em terra ligando o município a cidade de Curuguaty[1][2][3]